# Улица Заньковецкой (Чернигов)
Улица Заньковецкой (укр. Вулиця Заньковецької) — улица в Новозаводском районе города Чернигова, исторически сложившаяся местность (район) Старая Подусовка. Пролегает от улицы Транзитная до улицы 2-й километр.
Примыкает Радио, Лизы Чайкиной, Мечникова, Саксаганского, Серикова, Подусовская, Харьковская, Днепровский переулок, Днепровская.

## История
1-я Поперечная улица была проложена в 1956 году от дома отдыха «Зелёный Гай» до улицы Гагарина, застроена индивидуальными домами. Затем переименована на 2-я Подусовская улица.  
В 1960 году 2-я Подусовская улица переименована на улица Заньковецкой — в честь Народной артистки УССР  Марии Константиновны Заньковецкой. 
Конец улицы был выделен в отдельную улицу Днепровскую с выходом к улице Гагарина, затем улица была продлена к улице 2-й километр.

## Застройка
Улица пролегает в восточном направлении. Парная и непарная стороны улицы заняты усадебной застройкой, частично многоэтажной жилой застройкой (10-этажные дома). Имеет ответвление после примыкания Днепровской улицы — в направлении улицы Гагарина до Днепровской улицы, длиной 300 м. 
Учреждения: нет